# 디지털 신호 처리
디지털 신호 처리(Digital signal processing, DSP)는 디지털화된 신호를 원하는 방향으로 정보 신호를 수정하거나 개선할 목적으로 알고리즘에 의해 수치적으로 처리하는 것을 말한다. 보통 아날로그 신호를 디지털화하는 과정에서 이산 신호가 되고 수치화 된다.
DSP의 일반적인 목적은 연속적인 실세계 아날로그 신호를 측정하고 걸러내고 압축하는 것이다. 첫 단계는 샘플링이라는 과정을 통해 신호를 아날로그에서 디지털 형태로 변환하는 것이고, 그 뒤 ADC를 이용하여 디지털화하여 아날로그 신호를 연속된 수로 바꾼다. 그러나 필요한 출력 신호는 또 다른 아날로그 출력 신호인데 이는 DAC를 요구한다. 아날로그 처리보다 과정이 더 복잡하고 이산 신호를 갖고 있음에도, 디지털 신호 처리로의 계산 능력의 응용으로 말미암아 여러 응용에서 아날로그 처리에 비해 수많은 이점을 갖는데, 이를테면 데이터 압축뿐 아니라 전송에서의 오류 검출 정정을 들 수 있다.
디지털화 된 신호 처리를 위해 복잡하고 많은 연산이 필요할 경우 DSP용 CPU를 사용할 수 있다. 보통 수치 중에서 실수형도 많이 사용하는데, 고속으로 처리할 목적으로 만들어진 CPU가 존재하므로 DSP 전용으로 사용할 수 있다. 부동소수점, 고정 소수점, 정수형 처리 CPU가 있다.

## 같이 보기
- 디지털 신호 처리 장치
- 고속 푸리에 변환

## 참조
1. ↑  James D. Broesch, Dag Stranneby and William Walker. 《Digital Signal Processing: Instant access》. Butterworth-Heinemann. 3쪽.
2. ↑  “Digital Signal Processors”. Texas Instruments Incorporated.